# Fanshawe
Fanshawe es una novela escrita por el estadounidense Nathaniel Hawthorne. Fue su primera obra literaria, publicada de manera anónima en 1828.

## Contexto
Hawthorne había estado trabajando en una novela, siendo un estudiante de pregrado en el Bowdoin College. Fanshawe, su primera novela publicada, pudo o no haber sido aquella obra realizada en su juventud. El libro fue publicado anónimamente en octubre de 1828, por una editorial de Boston, llamada Marsh & Capen. El propio Hawthorne pagó la impresión, a un costo de $100 dólares, el argumento está basado en sus experiencias personales  mientras era estudiante en el Bowdoin College, durante la década de 1820.
Fanshawe recibió por lo general críticas positivas. Sarah Josepha Hale, que entonces era editora de Ladies' Magazine, aconsejó a los ávidos lectores que comprasen el libro, en lugar de esperar hallarlo en una biblioteca circulante. Tras ello escribió: "Adquiéralo lector. Sólo hay un volumen, y confíe en mí, ya que vale la pena tenerlo en su biblioteca." William Leggett vio un futuro muy prometedor en el joven escritor: "La mente que produjo este pequeño e interesante volumen, es capaz de hacer grandes y ricas contribuciones a nuestra literatura nativa."
El libro, sin embargo, no tuvo buenas ventas. Después de su fracaso comercial, Hawthorne quemó las copias que no se vendieron: "Después destruyó todas los ejemplares que podían haber sido vendidos. Doce años después de su muerte un ejemplar fue encontrado y el relato fue reimpreso por James o & co."  (Cita cf. N.E. Brown, Bibl. de Nathaniel Hawthorne, Boston y Nueva York, 1905) La novela era tan rara y Hawthorne guardó tal silencio sobre su primer tiento a la novela que, después de su muerte, cuando se le mostró un ejemplar a su esposa Sophia, se enrocó en que su marido jamás había escrito nada con ese título.

## Resumen
El Dr. Melmoth, el presidente del ficticio Harley College, toma a su cuidado a Ellen Langton, la hija de su amigo, el señor Langton, quién está en el mar. Ellen es una chica joven y bella que atrae la atención de los estudiantes universitarios, especialmente de Edward Walcott, un joven fornido e inmaduro, y de Fanshawe, un intelectual solitario y tímido.  
Un día mientras van caminando los dos jóvenes y la chica, se encuentran con un personaje sin nombre apodado “el pescador de caña”, porque es un experto en ese deporte. El tipo llama aparte a Ellen y le dice algo secretamente que la azora. Desde ese momento,  Walcott y Fanshawe comienzan a desconfiar de sus intenciones.
Pronto nos enteramos que el pescador es un viejo amigo del dueño de una casa de huéspedes, llamado Hugh Crombie. Ambos habían estado juntos en el mar, donde el señor Langton había sido su mentor y protector del pescador. Langton y el pescador tuvieron una fuerte pelea, y, creyendo que Langton había fallecido en el mar, el pescador se decidió a casarse con Ellen para heredar la enorme fortuna de su padre. Así, en su reunión secreta con Ellen, le pide que salga de la casa de Melmoth sin que nadie la vea y que lo siga, porque así podrá comunicarle el paradero de su padre. Lo cierto es que intentará secuestrarla, contarle que su padre murió, y forzarla a que se case con él.
Cuando los tres hombres (Melmoth, Edward, Fanshawe) descubren que ella no está en su habitación, salen a buscarla. La búsqueda revela la naturaleza de cada personaje: Melmoth, un anciano erudito que no está acostumbrado al trabajo físico, solicita la ayuda de Walcott, el más hábil entre ellos como jinete y el más capacitado para luchar con el pescador en caso de que hubiese una pelea con él. Fanshawe, que se rezaga en la búsqueda, por su constitución débil y su lento caballo, recibe información por parte de una anciana en una cabaña (donde otra anciana, Widow Butler, que resulta ser la madre del pescador, acaba de morir) que lo ayuda a ser el primero en hallar al pescador y a Ellen. El pescador la tiene cautiva en una caverna en un escarpado precipicio. Ellen se ha dado cuenta de las verdaderas intenciones de él. Cuando Fanshawe llega, se ubica varios metros encima de ellos, mirándolos desde el borde del acantilado. El pescador comienza a escalar el acantilado para luchar contra Fanshawe, pero se agarra a una rama que no aguanta su peso, se rompe y el pescador muere en la caída. Después de ello, Fanshawe hace que Ellen, que está desmayada, vuelva en sí y regresan juntos a la ciudad.
Fanshawe se enamora de Ellen, pero sabe que morirá joven debido a su estilo de vida. Cuándo Langton le ofrece la mano de Ellen en matrimonio como recompensa por haberla rescatado,  este la rechaza, sacrificando su felicidad para no condenarla a una larga viudez. También sabe que Ellen se siente atraída hacia Walcott. Fanshawe muere a los 20 años de edad. Ellen y Walcott se casan cuatro años más tarde. El narrador declara que Walcott deja de lado sus conductas infantiles (la embriaguez, impulsividad, ocurrencias de adolescentes) y se contenta con Ellen. Son, según el narrador, felices, pero el libro termina con una nota ambivalente, al decir que la pareja no pudo tener hijos.